# Manegtaba-Foulbé
Ne doit pas être confondu avec Manegtaba-Mossi.
Manegtaba-Foulbé est une commune rurale située dans le département de Tikaré de la province du Bam dans la région Centre-Nord au Burkina Faso. 

## Géographie
Manegtaba-Foulbé est située à 9 km au nord-ouest de Tikaré, le chef-lieu du département, et à environ 30 kilomètres à l'ouest de Kongoussi. La localité est traversée par la route nationale 15.

## Éducation et santé
Le centre de soins le plus proche de Manegtaba-Foulbé est le centre de santé et de promotion sociale (CSPS) de Manegtaba-Mossi tandis que le centre médical avec antenne chirurgicale (CMA) de la province se trouve à Kongoussi.
L'école primaire la plus proche ainsi que collège d'enseignement général (CEG) se trouvent à Manegtaba-Mossi.